# Зелёный театр (Москва, ВДНХ)
Зелёный теа́тр — концертная площадка под открытым небом на ВДНХ в Москве.

## История
Первое здание Зелёного театра на Всероссийской сельскохозяйственной выставке (ныне ВДНХ) было построено в 1939 году по проекту архитекторов Бориса Васильевича Ефимовича и Александра Васильевича Барулина. Оно было выполнено из дерева и рассматривалось как временное. Зрительный зал был рассчитан на 5000 мест. Уже в первый год своего существования театр пользовался большой популярностью, на его сцене выступали многие известные исполнители того времени — например, музыкальный ансамбль Леонида Утёсова и артисты Московского театра оперетты.
После начала в 1941 году Великой Отечественной войны здание театра, как и большинство выставочных сооружений, оказалось заброшено. Возрождение Зелёного театра на ВДНХ было запланировано одновременно с повторным запуском обновлённой выставки. Новое здание было построено тем же архитектором Б. В. Ефимовичем, но на этот раз его соавтором выступила И. В. Иванова. При перестройке были учтены недостатки первого театра, в частности, исчезла оркестровая яма и были сокращены площади подземных помещений. Вместимость обновлённого зрительного зала была уменьшена и составляла 3500 человек, зато на поверхности появились дополнительные гримёрные и складские помещения. В обновлённом театре выступали многие звёзды советской эстрады — Любовь Орлова, Аркадий Райкин, Клавдия Шульженко, а также Государственный симфонический оркестр СССР, Ансамбль песни и пляски имени Александрова, Хор имени Пятницкого и многие другие. В 1975 году здание театра было передано в управление Москонцерту, в ведении которого оно оставалось до 1991 года.

Зрительный зал Зелёного театра в 2000 году. Фото Сергея Борисова

В конце 1980-х годов казалось, что время парковых концертов прошло. В 1991 году здание театра было передано Творческой мастерской эстрадного искусства Леонида Семёновича Маслюкова и постепенно приходило в запустение. Спектакли и концерты не проводились, зрительный зал был заброшен и зарос кустарником. Однако, в 2014 году здание театра снова перешло в собственность ВДНХ и в нём началась масштабная реконструкция, продолжавшаяся до 2018 года. Первый концерт в здании возрождённого театра был дан в 2019 году.

## Архитектура
Сцена Зелёного театра представляет собой открытую сценическую площадку, с трёх сторон окружённую павильоном, в котором размещаются служебные помещения. Фасад здания выполнен в традициях русских дворянских усадеб и, по предположению Ольги Андреевны Зиновьевой, должен вызывать в памяти существовавшие в таких усадьбах крепостные театры — как в расположенной неподалёку усадьбе Останкино или Кусково. Со стороны зрительного зала под открытым небом, расположенного с противоположной стороны от главного входа, здание представляет собой эклектическую конструкцию с башенками, балкончиками и, винтовыми лестницами, напоминающими французский за́мок.

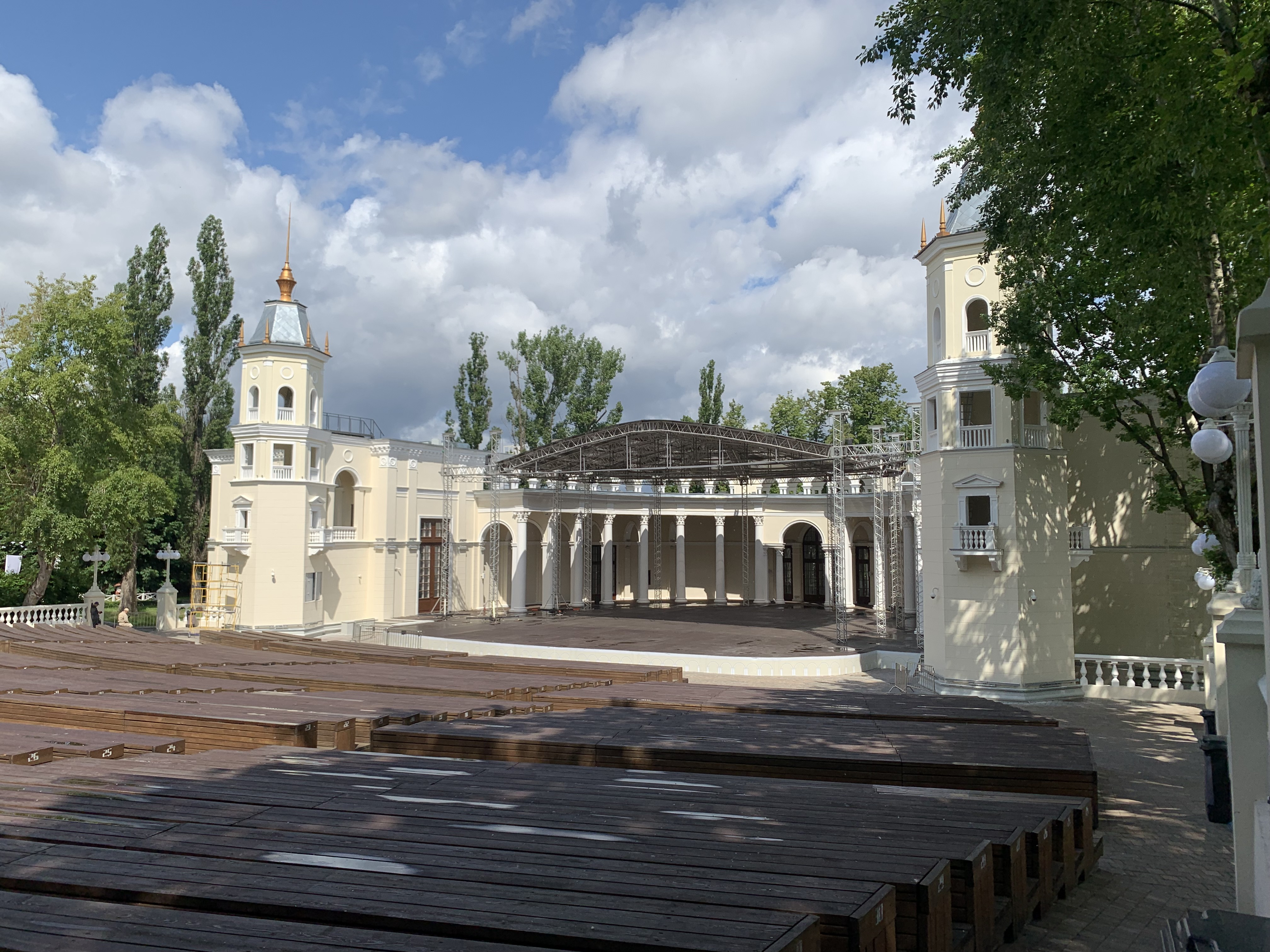
Зрительный зал. Современное состояние

## Нумерация
Зелёный театр многократно менял свою нумерацию среди павильонов ВДНХ: в 1939 году он значился под № 70, в 1940 году — № 52, в 1954 году — № 183, с 2000-х годов — № 545.

## Комментарии
1. ↑  Некоторые источники называют местом нахождения первого театра не ВСХВ, а расположенный впритык к ней Парк культуры и отдыха имени Дзержинского[1], нынешний — парк «Останкино».